# I Wanna Be Your Man
I Wanna Be Your Man (Lennon/McCartney) är en låt av The Beatles, som främst blivit känd med The Rolling Stones, vilka fick låten till skänks 1963. 

## Låten och inspelningen
I intervjuer på äldre dagar trodde John Lennon att Paul McCartney skrivit det mesta av Rolling Stones andra hitsingel men andra källor uppger att låten huvudsakligen var Lennons. Stones manager, Andrew Loog Oldham hade bett om hjälp med en låt och Lennon och McCartney hade tittat förbi Stones replokal med en halvfärdig låt som man på stället snodde ihop medan "stenarna" imponerade stod bredvid och såg på. Beatles och Stones spelade in sina versioner ungefär samtidigt men medan Stones lär ha satt sin version vid ett och samma tillfälle (7 oktober 1963) hade Beatles väldiga problem med denna oerhört simpla låt. Man behövde faktiskt fem tillfällen (11, 12 och 30 september, 3 och 23 oktober 1963) innan den satt. Ringo blev försångare och den framfördes ganska ofta på kommande konserter. 
Rolling Stones singelversion släpptes den 1 november 1963. Beatles version kom ut några veckor senare i England - den 22 november 1963 på gruppens andra LP ”With the Beatles”. I USA kom den med på den amerikanska motsvarigheten ”Meet The Beatles”, som släpptes den 20 januari 1964 på.
I bl.a. Sverige fanns låten också med på EP:n Can't Buy Me Love utgiven på EMI:s etikett Odeon GEOS 216. Skivan släpptes den 23 mars 1964, men eftersom den inte gavs ut i Storbritannien brukar den inte räknas med bland de officiella EP-albumen. 